# Gwynne Shotwell
Gwynne Shotwell, née le 12 octobre 1963 à Libertyville (Illinois), est une ingénieure aérospatiale américaine. 
Elle a travaillé 10 ans au service de Aerospace Corporation à El Segundo en Californie. En 1998, elle rejoint la société Microcosm Inc. où elle préside le département de l'espace. En décembre 2008, Gwynne devient directrice de l'exploitation (COO) de SpaceX. Elle est mariée à Robert Shotwell, ingénieur au Jet Propulsion Laboratory de l'Administration nationale de l'aéronautique et de l'espace (NASA). Depuis 2016, Gwynne Shotwell est classée 76e femme la plus puissante au monde selon Forbes.

## Enfance et études
Gwynne Shotwell est née avec ses deux sœurs à Libertyville dans l'Illinois. Son père est neurochirurgien et sa mère est artiste. Dès son plus jeune âge, elle aide son père à bricoler dans le jardin et commence à s'intéresser aux véhicules. Intriguée par l'aspect mécanique, sa mère lui achète un livre sur les moteurs.
Au lycée, Gwynne est une élève studieuse, aussi membre de l'équipe de cheerleading. Sa mère lui suggère de devenir ingénieur et elles décident de se rendre ensemble au comité des femmes ingénieurs à l'Institut de technologie de l'Illinois. Elle y découvre sa vocation.
Quelques années plus tard, Gwynne sort de l'université Northwestern diplômée d'un master en génie mécanique et mathématiques appliquées. Elle est dès lors embauchée par Chrysler mais se rend vite compte que le secteur de l'automobile ne lui convient pas.

## Carrière
Après avoir quitté Chrysler, Gwynne se rend en Californie et rejoint Aerospace Corporation où l'une de ses connaissances travaille dans les systèmes spatiaux dédiés à l'armée. Gwynne reste 10 ans au centre de recherche de l'entreprise à El Segundo et œuvre sur de nombreux projets, dont la conception de satellites, la modélisation de cibles par infrarouge, les véhicules de rentrée atmosphérique ou encore la navette spatiale américaine. Elle juge néanmoins son travail trop superficiel et décide de quitter Aerospace en 1998 pour aller construire et assembler des véhicules spatiaux. Elle rejoint alors Microcosm Inc. et devient présidente du département de l'espace qui s'occupe de fabriquer des lanceurs à moindre coût. 
Mais, en 2002, Gwynne déjeune avec un employé de SpaceX et, à la suite d'un bref entretien avec Elon Musk, elle y est employée deux semaines plus tard.
Aujourd'hui, Gwynne Shotwell est COO de SpaceX et, malgré les échecs initiaux de l'entreprise, elle a entre autres permis la signature d'un contrat avec la NASA impliquant 12 ravitaillements de la station spatiale internationale ainsi que plusieurs autres contrats pour le lancement de satellites de télécommunications.